# Дівчина Тор
Дівчина Тор (англ. Thor Girl), справжнє ім'я Тарен Тара Олсон (англ. Tarene Tara Olson) — вигадана персонажка, що з'являлась в американських коміксах видавництва Marvel Comics. Супергероїня створена письменником Деном Юрґенсом і художником Джоном Ромітою-молодшим, вона вперше з'явилася в коміксі «Thor» Том 2 #22 (серпень 2000).

## Історія публікації
Створена письменником Деном Юрґенсом та художником Джоном Ромітою-молодшим, Тарен вперше з'явилася в «Thor» Том 2 #22 (квітень 2000). Дівчина Тор була однією з головних героїв шестивипускної обмеженої серії 2011 року «Fear Itself: Youth in Revolt».

## Сили та здібності
Дівчина Тор володіє традиційними фізичними атрибутами асґардійських богів. Вона має імунітет до всіх земних хвороб і високу витривалість, здатна витримувати атаки, які знищили б звичайну людину. Вона також зцілюється з неймовірною швидкістю завдяки своїй божественній життєвій силі. Дівчина Тора володіє надлюдською силою, яка не поступається наймогутнішим з богів, а її метаболізм на рівні асґардійців забезпечує їй набагато більшу, ніж у людини, витривалість у всіх фізичних навантаженнях. Крім того, як і більшість асів, вона майже не старіє, а її життя може розтягнутися на кілька тисячоліть.
Як Дівчина Тора, Тарен володіє золотим молотом, за допомогою якого вона може спрямовувати свої сили у вигляді безперервного пучка енергії, здатного збити Тора з ніг й зруйнувати будівлі. Як і Тор, вона також може використовувати свій молот для польотів і управління погодою, що дозволяє їй викликати бурі, пориви вітру, створювати блискавки й різні інші ефекти. Вона також може перетинати просторові бар'єри, наприклад, від Землі до Асґарду.
Коли вона мала свої космічні сили, повна міра того, що вона могла робити, була невідома, але було заявлено, що її сили були на рівні, який тісно конкурував з силами Одіна.

## Обладнання
- Молот Тарен: Як і Мйольнір, безіменний молот Тарен повертається до неї, коли його кидають, керує погодою, стріляє енергетичними вибухами та (при правильному кидку) тягне її за собою, ніби летить. Вдаряючи молотом по землі, Тарен може переходити між своєю «людською» та «асґардійською» формами.
- Чаша руїн: Наповнена сльозами Дівчини Тора і використана в поєднанні з Камінням Освітлення, Чаша дарує дивовижну силу.

## Інші версії
- В одному з альтернативних світів майбутнього, Дівчина Тор намагалася повернутися в минуле, щоб допомогти інопланетянину Десаку, який намагається знайти зниклого Тора[2][3].

## Поза коміксами

### Відеоігри
- Дівчина Тор з'являється як ігрова персонажка у відеогрі «Lego Marvel's Avengers», яку озвучує Кейт Гіґґінс.